# Jenar Kidul
Jenar Kidul is een bestuurslaag in het regentschap Purworejo van de provincie Midden-Java, Indonesië. Jenar Kidul telt 1072 inwoners (volkstelling 2010).